# Astrid af Sverige
 Der er for få eller ingen kildehenvisninger i denne artikel, hvilket er et problem. Du kan hjælpe ved at angive troværdige kilder til de påstande, som fremføres i artiklen.

Astrid af Sverige (Astrid Sofia Lovisa Thyra; 17. november 1905 – 29. august 1935) var dronning af Belgien fra 1934 til 1935 som hustru til Kong Leopold 3.
Hun var datter af Prins Carl af Sverige og Prinsesse Ingeborg af Danmark. I 1926 giftede hun sig med Kronprins Leopold af Belgien. Ved Kong Albert 1.'s død i 1934 besteg hendes mand tronen, mens Astrid selv blev dronning i en alder af 29 år. Hun omkom blot halvandet år senere i en bilulykke i Schweiz i 1935. 

## Biografi

### Fødsel og familie
Prinsesse Astrid af Sverige blev født i Arvefyrstens Palæ ved Gustaf Adolfs torg i Stockholm den 17. november 1905. Hun var niece af Kong Gustav 5. af Sverige og yngste datter af kongens bror, Carl af Sverige, hertug af Västergötland, og dennes hustru, prinsesse Ingeborg af Danmark. Astrids farfar var kong Oscar 2. af Sverige og hendes morfar var kong Frederik 8. af Danmark. 
Hun havde ved fødslen to ældre søstre, Prinsesse Margaretha, der senere blev gift med Prins Axel af Danmark, og Prinsesse Märtha, der senere blev gift med den fremtidige Kong Olav 5. af Norge. Hun fik senere en lillebror, Prins Carl, Hertug af Östergötland, der giftede sig borgerligt.

### Opvækst
Prinsesse Astrid voksede op med sine søstre og yngre bror i Byströms villa (senere Prins Carls Palæ) på Djurgården i Stockholm. Der boede de indtil 1923, hvor familien måtte forlade villaen af økonomiske årsager, efter Landmandsbankens krise i 1922 havde reduceret familiens indkomst. Somrene tilbragte familien på Villa Fridhem ved Bråviken i Östergötland.
I løbet af sin opvækst lærte Astrid fransk, klaverspil og ballet. Efter sin konfirmation i 1923 tog hun en række praktiske kurser, blandt andet i syning. I 1926 begyndte hun et firemåneders kursus i barnepleje.

### Ægteskab
Spørgsmålet om Prinsesse Astrids fremtidige ægteskab var genstand for heftige spekulationer i 1920'erne, og hun blev nævnt som en mulig brud for fyrsten af Wales (den senere kong Edvard 8. af Storbritannien) og for den norske kronprins (den senere kong Olav 5. af Norge). Den 21. september 1926 forlovede hun sig med den belgiske tronfølger, Prins Leopold, der var søn af kong Albert 1. af Belgien og dronning Elisabeth, født hertuginde af Bayern. Astrid og Leopold giftede sig først civilt i Stockholm den 4. november 1926 og derefter religiøst i Bruxelles den 10. november.

### Hertuginde af Brabant
Efter julen 1926 foretog parret omfattende rejser i Belgien, for at Astrid og det belgiske folk skulle lære hinanden bedre at kende. Astrid blev begejstret modtaget af belgierne og var meget elsket for sin skønhed, charme og enkelhed.  I december 1928 rejste tronfølgerparret til Ceylon, Singapore, Java og Ny Guinea og vendte først tilbage til Belgien i maj 1929. I 1932 foretog parret et tre måneder langt besøg i Belgisk Congo.
Astrid og Leopold fik tre børn: Prinsesse Joséphine-Charlotte (født 1927), Prins Baudouin (født 1930) og Prins Albert (født 1934). I et par uger hver sommer besøgte hun med børnene sine forældre på Villa Fridhem i Sverige.

### Dronning af Belgien
Den 17. februar 1934 døde kong Albert i en bjergbestigningsulykke i Marche-les-Dames i Ardennerne i Belgien. Leopold og Astrid blev konge og dronning af Belgien. 
Som dronning opdrog hun sine børn og fremmede sociale formål. Hun var meget bekymret for kvinder, børn og dårligt stillede. Under en økonomisk krise i Belgien i 1935 organiserede hun en indsamling af tøj og mad til de fattige gennem et åbent brev, "Dronningens Appel".

### Død
Den 29. august 1935 blev Astrid dræbt i en bilulykke i bjergene ved Küssnacht i nærheden af Vierwaldstättersøen i Schweiz, . Hun var dybt begrædt af sin mand, af belgierne og af svenskerne. Belgien udstedte et særligt smukt frimærke, som viser hendes portræt i sort kendt som Astrid sorgs-mærket. Et erindringskapel blev bygget i Schweiz, hvor ulykken skete.
Dronning Astrid er begravet i kirken Notre Dame i Laeken i Bruxelles ved siden af kong Leopold og hans anden hustru, prinsesse Lilian af Belgien.

## Børn
Astrid og Leopold fik tre børn:
1. Joséphine-Charlotte (11. oktober 1927 – 10. januar 2005), gift 1953 med Jean af Luxembourg og fik 5 børn.
2. Baudouin (7. september 1930 – 31. juli 1993), gift 1960 med Fabiola de Mora y Aragón. Efterfulgte sin far som konge i 1951, da denne abdicerede.
3. Albert (6. juni 1934), gift 1959 med Paola Ruffo di Calabria og fik 3 børn. Efterfulgte sin bror som konge af Belgien, da denne døde barnløs.